# Navina Omilade
Navina Omilade-Keller, född den 3 november 1981 i Mönchengladbach, är en tysk före detta fotbollsspelare. 
Vid fotbollsturneringen under OS 2004 i Aten deltog hon i det tyska lag som tog brons. 